# HDBlog
HDBlog (o HDBlog.it) è un sito web blog generalista ed un forum internet focalizzato sulla telefonia mobile e sulla tecnologia in generale.

## Descrizione
Fondato nel 2008 a Milano, annovera più di 20 collaboratori. Negli anni si è poi consolidato come uno dei più importanti blog generalisti sulla telefonia mobile e sulla tecnologia in generale. Nel 2013 entra a fare parte dei collaboratori Andrea Galeazzi, volto noto di Telefonino.net, che lascerà la testata due anni dopo per creare un progetto personale, a sua volta diventato negli anni successivi uno dei principali siti italiani di tecnologia. Nel 2022 HDBlog entra in partnership con Il Sole 24 Ore.
Il portale, al 2023, risulta avere circa 8 milioni di visite mensili, classificandosi tra i 250 siti web italiani più visitati.
Nel 2024 l'intero gruppo HDNetwork, comprendente HDBlog, viene acquistato da BlazeMedia, già in controllo di numerosi storici siti web di tecnologia come Punto Informatico, Telefonino.net, HTML.it. Il fondatore del gruppo Niccolò Roli rimane nella nuova struttura come direttore di HDBlog. La nuova sede è a Roma. La raccolta pubblicitaria rimane al Gruppo 24 ore anche dopo l'acquisizione, e viene monitorata da Audiweb, che indica 4 milioni di accessi mensili ad ottobre 2024.

### Il sito
La parte principale del sito è costituita dal blog nel quale sono pubblicate notizie su diversi ambiti tecnologici, commentate dagli utenti attraverso il social Disqus; sono presenti inoltre la sezione "Schede tecniche" con un database completo dedicato agli smartphone e un forum di discussione, organizzato in varie sottosezioni.